# Główny łańcuch Alp

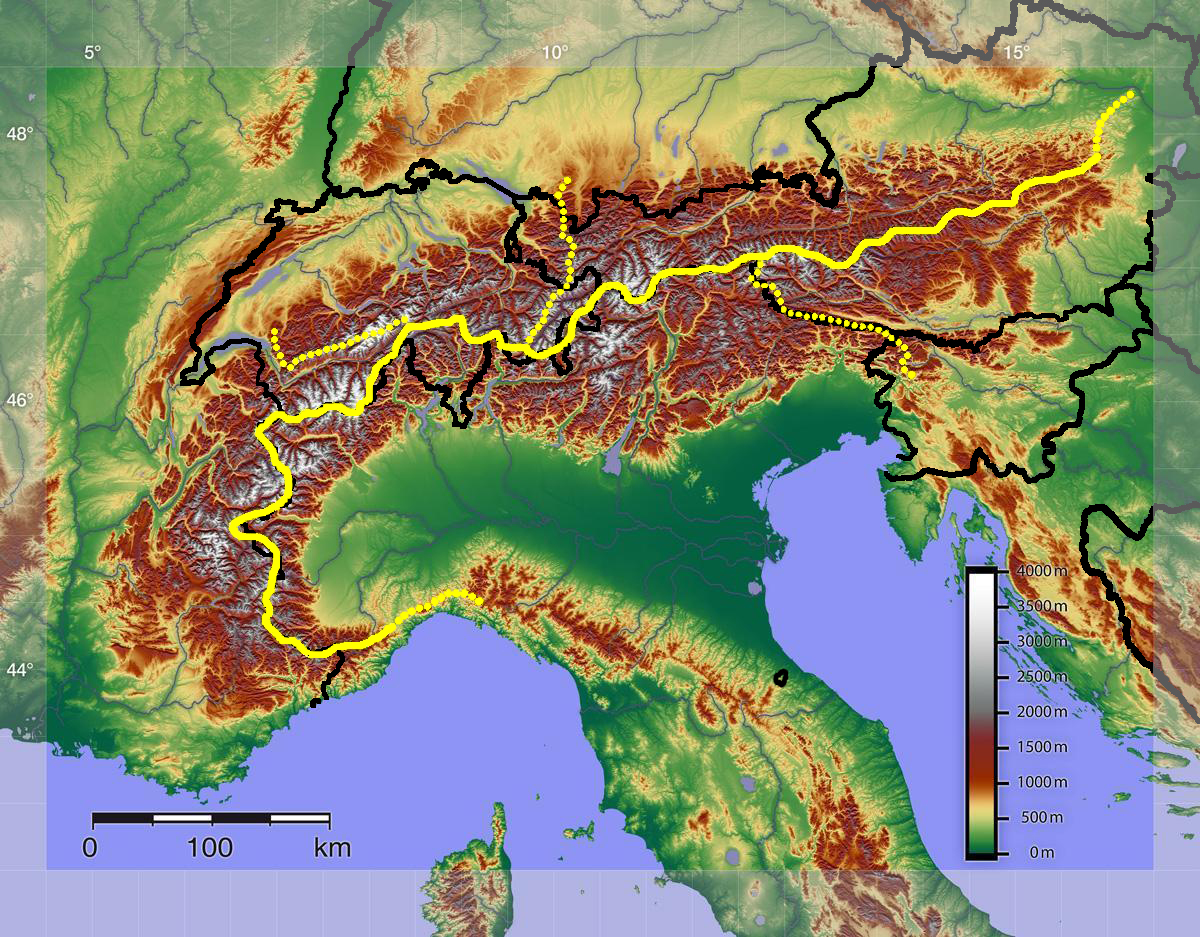
Główny grzbiet i inne ważne działy wodne w Alpach, w tym granice państwowe

Główny łańcuch Alp (lub Główny grzbiet Alp) – oznacza zamierzoną linię wzdłuż na szczycie grzbietu Alp, która rozszerza się od zachodu na wschód i łączy centralnie szczyty Alp. Według podejścia naukowego od czasu do czasu występują niewielkie odchylenia, szczególnie  na wschodzie. Pomiędzy Morzem Liguryjskim i Kotliną Wiedeńską znajduje się Główny łańcuch Alp, który ma długość od około 1600 kilometrów i jest przez to najważniejszą strukturą geomorfologiczną Europy Środkowej.

## Główny grzbiet Alp

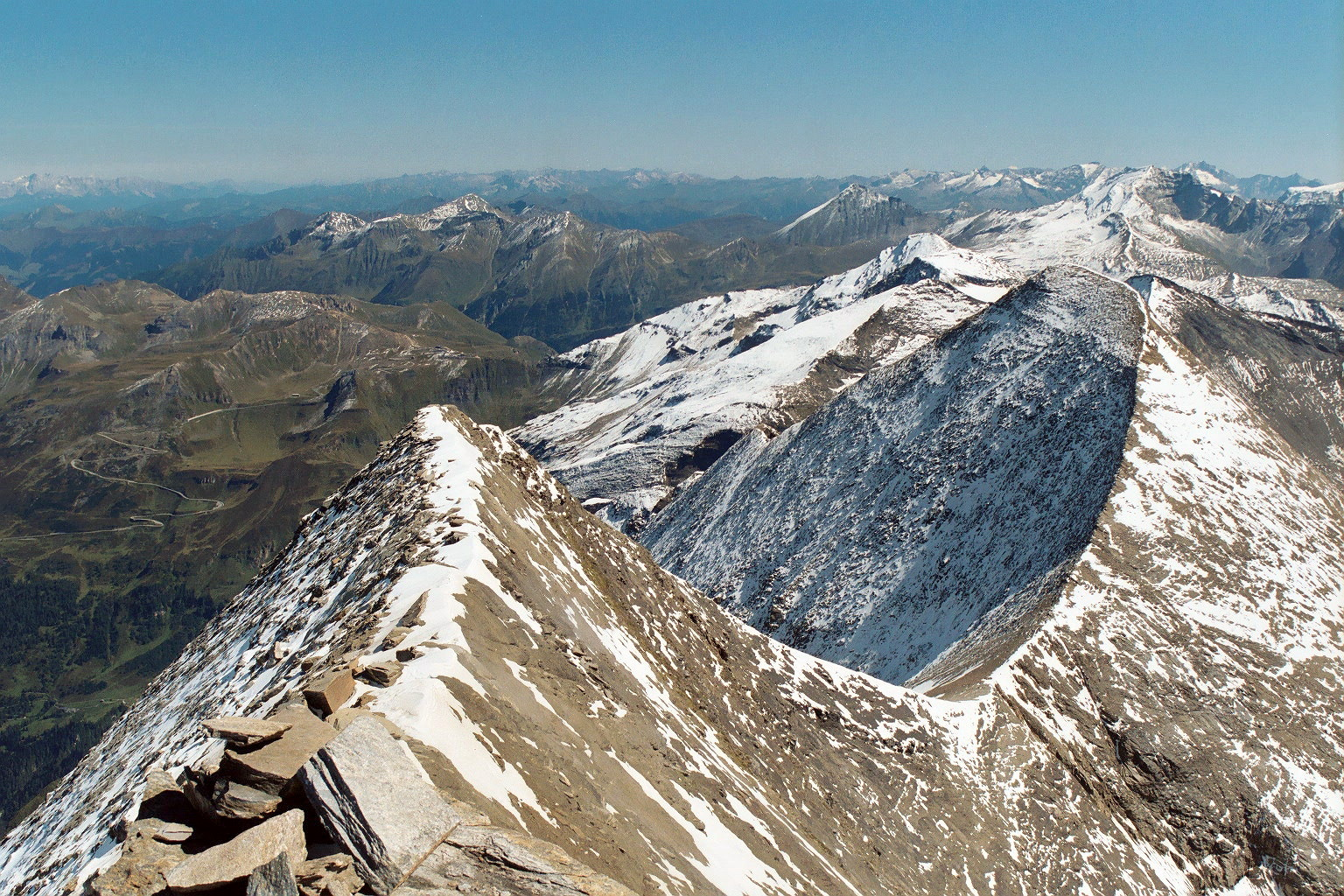
Główny grzbiet Alp w Wysokich Taurach, na obszarze szczytu Fuscherkarkopf

Geolodzy oceniają Główny łańcuch Alp na podstawie skał i zakładają istnienie Alp Centralnych w Alpach Wschodnich. Tak oceniają po Orogenezji alpejskiej pojawienie się Alp, podczas gdy hydrologowie zaniedbują skałę i koncentrują się na działach wodnych. Geografowie oddzielają obszary kulturowe Europy Środkowej i Strefy śródziemnomorskiej poprzez główny grzbiet alpejski. Z drugiej strony, meteorolodzy zaniedbują zarówno rodzaj skał, jak i działów wodnych, a przy określaniu głównego grzbietu alpejskiego orientują się na podstawie znaczenia pogody, która w przeważającej mierze podlega północnym lub południowym wpływom, a więc zwykle decyduje o wysokości pasm górskich.
Alpy Wschodnie odwadniają się na północy, tak, jak stok od strony południowej, w dużej mierze do rzeki Dunaj i Morza Czarnego i stok Południowych Alp Wapiennych do Morza Adriatyckiego. Alpy Zachodnie osuszają się całkowicie do Morza Śródziemnego. Tutaj tworzy Główny łańcuch Alp pomiędzy zachodnim Morzem Śródziemnym (Rodan do Zatoki Lwia i do Morza Liguryjskiego) i wschodnim (Pad do Morza Adriatyckiego) dział wodny. Tylko w Alpach Centralnych, w środkowej sekcji, reprezentuje Wielki Europejski Dział Wodny pomiędzy Morzem Śródziemnym i Oceanem Atlantyckim dział wodny (z wyjątkiem Val Cadlimo na południu do Renu).
Z doliny górskiej, Engadyna (przez Inn do Dunaju) Główny grzbiet Alp dzieli charakterystyczne środkowe wypaczenie na południu z całymi Alpami. W Alpach Zachodnich zmienia Główny łańcuch Alp przez wielokrotnie ujmujące duże doliny, od strony francuskiej, od zachodu stoki, w kierunku do włoskiego Piemontu (Valais/Rodan, Dolina Aosty/rzeka Pad, Isère/Vallée de la Tarentaise, Maurienne/Rodan, Dora Riparia/rzeka Pad i Durance/Rodan) i kieruje się potem na wschód do centralnego działu wodnego Apenin. W Alpach wschodnich biegnie w kierunku zachodnim i wschodnim, rozszerza się nad około 200 kilometrów, w kierunku terenu górskiego.